# Великі Гори
Великі Гори — село в Україні, у Яворівському районі Львівської області. Населення становить 110 осіб. Орган місцевого самоврядування — Івано-Франківська селищна рада.